# Ilmatar Corona
Ilmatar Corona is een corona op de planeet Venus. Ilmatar Corona werd in 2003 genoemd naar Ilmatar, hemelgodin en schepper van de wereld in de Finse mythologie.
De corona heeft een diameter van 110 kilometer en bevindt zich tussen Bécuma Mons en Kruchina Tesserae in het quadrangle Bereghinya Planitia (V-8).